# Spracherwerbsgesetz
Das Spracherwerbsgesetz modelliert den Verlauf von Prozessen, die ein Kind durchläuft, das seine Muttersprache zu beherrschen lernt. Es ist der Form nach identisch mit dem Sprachwandelgesetz (= Piotrowski-Gesetz) und besagt, dass sprachliche Gegenstände zunächst langsam, dann schneller bis zu einem Wendepunkt und danach wieder langsamer erworben werden. Es handelt sich dabei mit dem logistischen Gesetz um eine Form der Wachstumsgesetze.
Die Idee, dass solche Lernprozesse möglicherweise gesetzmäßig erfolgen könnten, scheint zuerst Chen und Irwin gekommen zu sein; sie haben aber bei ihren Untersuchungen zum Lauterwerb ein anderes Modell entwickelt.
Eric Heinz Lenneberg wiederum stellt den Prozess des Spracherwerbs graphisch als einen dar, der dem logistischen Gesetz folgt; Wagner u. a. schließlich haben dieses Modell explizit für den Spracherwerb vorgeschlagen. Dieser Vorschlag wurde aufgegriffen und an einer ganzen Reihe von unterschiedlichen Spracherwerbsprozessen erprobt.

## Ein Beispiel: Entwicklung der Satzlängen englischsprachiger Kinder
Als Beispiel für einen Spracherwerbsprozess diene die Zunahme der Satzlängen englischsprachiger Kinder (Best, Gesetzmäßigkeiten 2006, S. 45). Dieser Lernprozess folgt dem logistischen Modell in der Form:
Passt man dieses Modell an die erhobenen Daten an, so ergibt sich:
| Alter (in Jahren) | Satzlänge (beobachtet) | Satzlänge (berechnet) |
| ----------------- | ---------------------- | --------------------- |
| 1½                | 1,2                    | 1,10                  |
| 2                 | 1,8                    | 1,80                  |
| 2½                | 2,5                    | 2,65                  |
| 3                 | 3,5                    | 3,49                  |
| 3½                | 4,3                    | 4,17                  |
| 4                 | 4,6                    | 4,62                  |
| 4½                | 4,9                    | 4,89                  |
| 5                 | 5,0                    | 5,04                  |
| 5½                | 5,1                    | 5,12                  |

Erläuterung zu der Tabelle: Die Daten beruhen auf einer älteren amerikanischen Untersuchung mit insgesamt 305 Kindern. In der zweiten Spalte sind die durchschnittlichen Satzlängen, gemessen nach der Zahl der Wörter pro Satz, angegeben, so wie sie beobachtet wurden. In der dritten Spalte finden sich die Werte, die man erhält, wenn man untersucht, ob das Modell die Daten angemessen darstellen kann. Bei der Anpassung des Modells an diese Werte ergaben sich folgende
Parameterwerte: a = 28,4423; b = 1,3545; c = 5,2011; für die Übereinstimmung zwischen den kumulierten Werten und dem Modell erhält man einen hervorragenden Testwert von D = 0,997. Dabei ist D der Determinationskoeffizient; dieser Koeffizient kann höchstens den Wert 1 erreichen, ist also in diesem Fall sehr nahe am Höchstwert. Der Parameter c gibt den Wert an, gegen den der beobachtete Prozess strebt. Bei längerfristigeren Untersuchungen wird sich ein wesentlich höherer Wert für diesen Parameter ergeben.

## Weitere Untersuchungen
Eine ganze Reihe weiterer Tests zu unterschiedlichen Spracherwerbsprozessen wurden durchgeführt (Best 2003, 2006). Sie betrafen vor allem die Entwicklung des Wortschatzes der Kinder, aber auch die Entwicklung der Wortlänge, der Redegeschwindigkeit und einige andere Aspekte mehr. Sie alle stützen die Hypothese der Quantitativen Linguistik, dass in der Sprache ebenso wie in der Sprachverwendung alle Prozesse und Zustände Gesetzen folgen.